# 王照华
王照华（1921年8月—2009年12月7日），男，山东肥城人，中华人民共和国政治人物，曾任中共中央组织部副部长，中共十二大代表，第三、四、五、七、八届全国政协委员，第四、八届全国政协常委。

## 生平
王照华早年曾就读于泰安萃英中学，1938年参加山东西区人民抗敌自卫团并加入中国共产党。后曾任山东青年联合会宣传部部长、华东野战军支前政治部青年科科长等职。中华人民共和国成立后，当选中国新民主主义青年团中央委员。1954年起任共青团北京市委第二书记、第一书记。1960年起，调任团中央书记处书记、中华全国青年联合会副主席、中国人民对外友好协会副会长。文化大革命期间，包括他在内的团中央“三胡二王”（胡耀邦、胡克实、胡启立、王伟、王照华）都受到批判。1967年下放河南五七干校劳动。1974年到七机部工作，任第五研究院党委书记兼院长。文革结束后，于1979年出任中共中央组织部副部长。1986年，任中国老龄问题全国委员会主任。1990年起又任中国关心下一代工作委员会执行主任。
2009年12月7日在北京去世，享年88岁。